# 프리픽스
프리픽스(Prepix)는 2001년 결성된 대한민국의 프리스타일 스탠딩 댄스 팀이다. 안무가 하우신이 리더이며, 2010년 현재 한국인 남성 4명, 한국인 여성 1명, 그리고 일본인 여성 1명이 멤버로 활동하고 있다. 스트릿 잼에서 3회 연속 수상(2회 연속 우승)했고, 한국 힙합 댄스 팀으로서 인지도를 높여가고 있다. 최근 2PM이나 비스트 등 댄스 그룹들의 안무를 담당하고 있다. 〈거울 이야기〉(2005), 〈몽환극〉(2005), 〈DJ Sound〉(2007), 뮤지컬 〈B Show〉(2007), 〈心裏 Mentality〉(2008), 〈From Space〉(2010) 등이 대표작이다.

## 이름
프리픽스(Prepix)라는 팀명은 '~전에'라는 뜻의 'Pre'와 사진의 복수형인 'Pix'의 결합이다. 이는 사진을 찍기 전에 사진이 잘 나오도록 준비하는 것과 같이, 항상 준비하는 마음으로 변함없이 열심히 하는 것을 의미한다.

## 역사
프리픽스는 2001년에 결성되었다. 결성 당시 한 가지 특정 장르의 팀이 아니라 퍼포먼스만을 전문적으로 하는 뉴스타일 팀을 목표로 했다. 2006년 프리픽스 H(Prepix H)를 표방하면서 조금 더 힙합적인 느낌을 내는 퍼포먼스를 구상한다. 그 후 지금까지는 계속 프리픽스라는 이름으로 활동해 오고 있다.
기본적으로 프리픽스 스타일을 추구하며, 힙합에 재즈나 다른 장르가 섞여 퍼포먼스에 맞는 안무를 주로 해 왔다. 2010년 현재 '프리픽스 스타일'이라고 하면 대개 동작의 속도를 급작스럽게 조절하는 'Fast & Slow'기법을 지칭한다.

## 멤버

#### 하우신
- 생일: 1979년 2월 15일
- 닉네임: prepix HAW
- 춤 스타일: 재즈와 힙합이 섞인 프리스타일
- 단장, 안무가

#### 이일형
- 생일: 1985년 1월 25일
- 닉네임: prepix iLL
- 춤 스타일: 그루브한 춤

#### 김진수
- 생일: 1982년 8월 12일
- 닉네임: prepix SOO
- 춤 스타일: 장르에 상관없는 프리스타일

#### 이수연
- 생일: 1986년 2월 9일
- 닉네임: prepix YUN
- 춤 스타일: 팝핀을 가미한 힙합 스타일

#### Mieda Maki
- 생일: 1981년 8월 13일
- 닉네임: J.prepix MAKI
- 춤 스타일: 그루브한 재즈 스타일

2011년 영화 화이트: 저주의 멜로디에서 원혼 역할(원혼의 생전 이름이 15년 전 데뷔를 하기 위해 만든 이름 화이트였다.)로
출연 했었다. 영화 후반부에서 메인이 되어 머리를 하얗게 염색한 주인공 은주가 뮤직피버에서
1위를 한 후 앙코르 공연 중에 화이트 귀신에게 시달리던 중 무대에서
화이트 원혼이 허리를 뒤로 완전히 꺽고 은주에게 달려오는 장면이 있다.
이 장면의 화이트 원혼 역할이 마키 미에다(Mieda Maki)이다.

## 수상 경력
- 2003 "Street Jam Vol.3" 3위
- 2004 "Under Jam Vol.2" 우승
- 2005 "Street Jam Vol.4" 우승
- 2005 "Street Jam Vol.5" 우승
- 2005 "Tokyo Dance Delight Vol.7" 특별상

## 활동 경력

#### 비보이 뮤지컬
| 연도 | 기간     | 제목     | 역할               | 장소   |
| ---- | -------- | -------- | ------------------ | ------ |
| 2007 | 3월~11월 |          | 안무 및 댄서       | 한국   |
| 2007 | 4월~5월  | [ 6 ]    | 안무 및 댄서       | 홍콩   |
| 2007 | 6월      | <Arcian> | 연출, 안무 및 댄서 | 마카오 |

#### 공연
| 연도 | 제목                                 | 역할            | 비고       |
| ---- | ------------------------------------ | --------------- | ---------- |
| 2004 | <Keep Dancing>                       | 게스트 쇼       |            |
| 2005 | <Keep Dancing>                       | 게스트 쇼       |            |
| 2005 | <Soul Party>                         | 게스트 쇼       |            |
| 2005 | <Dance Jamboree>                     | 게스트 쇼       |            |
| 2005 | <True Ground>                        | 게스트 쇼       |            |
| 2006 | <Griffin Street Vol.1>               | 게스트 쇼       |            |
| 2006 | <Battle Of The Year>                 | 게스트 쇼       | 태국       |
| 2006 | <Asia Dosi Performance>              | 심사, 게스트 쇼 |            |
| 2007 | <Battle Of The Year>                 | 게스트 쇼       | 방콕       |
| 2007 | <Street Dance Thailand Championship> | 심사, 게스트 쇼 | 방콕       |
| 2008 | <Hiphop Fesitival Crew Vol.4>        | 게스트 쇼       | 파리       |
| 2008 | <BARHYRM>                            | 게스트 쇼       | 후쿠오카   |
| 2008 | <Dancing Russian>                    | 심사, 게스트 쇼 | 이제부스크 |
| 2008 | <Top Tunes Festival>                 | 심사, 게스트 쇼 | 모스크바   |
| 2008 | <Seacon Street Dance Challange>      | 심사, 게스트 쇼 | 방콕       |
| 2009 | <Battle Time>                        | 심사            | 크로아티아 |
| 2009 | <Urban Dance Showcase>               | 게스트 쇼       | 독일       |
| 2009 | <Street Jam 09>                      | 게스트 쇼       |            |
| 2009 | <Alldance Champion Ship 09>          | 게스트 쇼       |            |
| 2009 | <City Of Heaz 09>                    | 게스트 쇼       |            |

#### 워크샵
| 연도 | 시기    | 내용                               | 장소       |
| ---- | ------- | ---------------------------------- | ---------- |
| 2007 | 8월     | GMM 스튜디오 스페셜 레슨           | 방콕       |
| 2007 | 12월    | Seacon댄스 스튜디오 스페셜 레슨    | 방콕       |
| 2008 | 1월     | Ones To Watch 스페셜 레슨          | 후쿠오카   |
| 2008 | 3월~8월 | 2PM 안무 및 트레이닝               |            |
| 2008 | 4월     | DADA 스튜디오 스페셜 레슨          | 카고시마   |
| 2008 | 7월     | 얼반 댄스 캠프 유럽 스페셜 레슨    | 독일       |
| 2008 | 9월     | DADA 스튜디오 스페셜 레슨          | 카고시마   |
| 2008 | 9월     | Studio DD 스페셜 레슨              | 후쿠오카   |
| 2008 | 10월    | Dancing Russian 스페셜 레슨        | 이제부스크 |
| 2008 | 11월    | Ritmix 스튜디오 스페셜 레슨        | 모스크바   |
| 2008 | 12월    | Seacon 스튜디오 스페셜 레슨        | 방콕       |
| 2009 | 3월     | Battle Time 크로아티아 스페셜 레슨 | 크로아티아 |
| 2009 | 3월     | Battle Time 슬로베니아 스페셜 레슨 | 슬로베니아 |
| 2009 | 7월     | 얼반 댄스 캠프 유럽 스페셜 레슨    | 독일       |

#### 방송 안무
| 연도 | 앨범                 | 곡명                | 내용     |
| ---- | -------------------- | ------------------- | -------- |
| 2005 | Sic 1집              |                     |          |
| 2009 | 2PM 1집              | <Only You>          |          |
| 2009 | Kebee 3집            | <Go Space>          | MV 출연  |
| 2009 | 다이나믹 듀오 5집    |                     |          |
| 2009 | 소녀시대 2009 콘서트 | 효연 개인무대       |          |
| 2009 | 슈프림팀 EP          | <Supermagic>        | 무대활동 |
| 2010 | 슈프림팀 1집         | <Step Up>, <땡땡땡> | 무대활동 |
| 2010 | B2ST 미니앨범 2집    | <Shock>, <Special>  |          |

#### 기타
- 2008 유럽에서 뽑은 세계 6인 안무가 선정[8]
- 2009 유럽에서 뽑은 세계 3대 퍼포먼스 팀 선정
- 2009 삼성 코비폰 CF[9]

## 대표작

#### 거울 이야기
3분 30초의 퍼포먼스로, 2005년 스트릿잼 예선에서 선보였다. 거울이라는 소재를 사용하여 팝핀, 힙합, 재즈 등으로 구성했다. 특히 초반 1분 30초까지 거울에 비친 모습이 사실적으로 표현된다.

#### 몽환극
4분간의 퍼포먼스로, 2005년 스트릿잼 파이널에서 선보였다. 꿈이라는 소재를 사용하여 몽환적인 분위기의 안무와 구성을 보여준다. 가면을 소품으로 활용하며, 일렉트릭 음악을 믹스하여 분위기를 살리고 있다.

#### DJ Sound
2007년 선보인 4분 30초의 퍼포먼스다. 댄서 4명을 사람이 아닌 음악으로 보는 컨셉의 퍼포먼스다. 기존에 사용했던 헤드폰 컨셉을 업그레이드 하여 사용했다. 장르는 힙합에 가깝다.

#### 心裏 Mentality
2008 Festival Hiphop Crew 게스트 쇼에서 선보인 7분간의 퍼포먼스다. 우울증에 걸린 사람의 답답하고 불안한 심리를 표현한 퍼포먼스다. 현대무용과 팝핀의 요소가 섞여있다. 그루브는 완전히 배제하면서 스트리트 댄스의 느낌과 기계적인 면을 조화시켰다.